# Sientje Prijes
Sientje (Sani) Prijes (Amsterdam, 4 augustus 1876 - Amsterdam, 8 juli 1933) was een Nederlandse naaister, vakbondsbestuurder en schrijfster. Onder haar pseudoniem Sani van Bussum publiceerde ze korte verhalen in De Proletarische Vrouw en diverse boeken.
Sientje Prijes groeide op in een arm middenstandsgezin in de Amsterdamse jodenbuurt. Na de lagere school ging zij aan de slag als kostuumnaaister en werkte zij onder andere bij het Amsterdamse modehuis Hirsch & Cie. Onder invloed van werk van Henriette Roland Holst en Herman Gorter werd Prijes rond 1897 lid van de SDAP. Een jaar later, op 5 januari 1898, werd zij lid van de net opgerichte Amsterdamse Naaistervereniging 'Allen één', waarvan Prijes secretaris werd. Toen 'Allen één' later in 1898 samen met de Rotterdamse naaistervereniging fuseerde tot de Algemeene Nederlandsche Naaistersbond (ANNB) werd Prijes ook van die vereniging secretaris. Bovendien werd zij redactrice van De Naaistersbode, het officiële orgaan van de ANNB. 
In februari 1901 ging de ANNB op in de Algemeene Nederlandsche Bond van mannelijke en vrouwelijke arbeiders in de Kleedingindustrie en aanverwante vakken, kortweg Bond in de Kleedingindustrie genoemd. Sientje Prijes werd opnieuw secretaris van deze bond en zij werd redactrice van De Naaisters- en Kleermakersbode. Naast haar vakbondswerk werkte Prijes bovendien sinds 1900 als naaister bij de vanuit de Naaistersbond opgerichte coöperatie Samenwerkende Linnennaaisters. Het viel haar echter zwaar om haar werk als naaister en haar vakbondswerk te combineren en in 1901 moest zij vanwege gezondheidsproblemen haar taken als secretaris en redactrice verruilen voor het lichtere voorzitterschap van de Bond in de Kleedingindustrie. 
Op 31 oktober 1901 trouwde Sani Prijes met de onderwijzer Frerich Ulfert (Frits) Schmidt, een voorman van de geheelonthoudersbeweging. Een paar maanden later, in februari 1902, trok Prijes zich vanwege ziekte terug uit het bestuur van de Bond in de Kleedingindustrie en als redactrice van De Naaisters- en Kleermakersbode. In het najaar van 1904 hielp Sientje Prijes nog wel bij de oprichting van de Sociaal-Democratische Vrouwen-Propagandaclub in Amsterdam, waarvan zij secretaris werd, maar deze functie moest zij al binnen een jaar opgeven. 

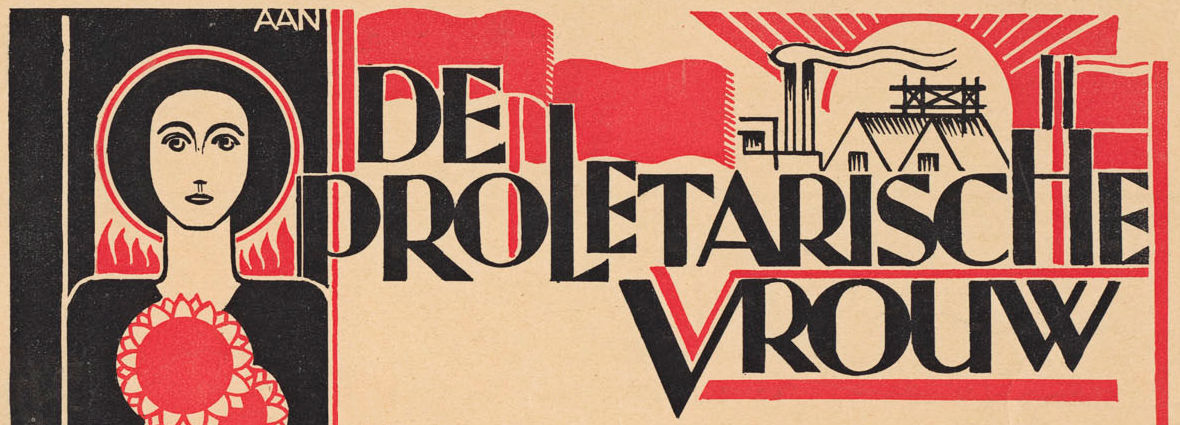
Detail van het voorblad van de De Proletarische Vrouw (1930) door Fré Cohen

## Bibliografie

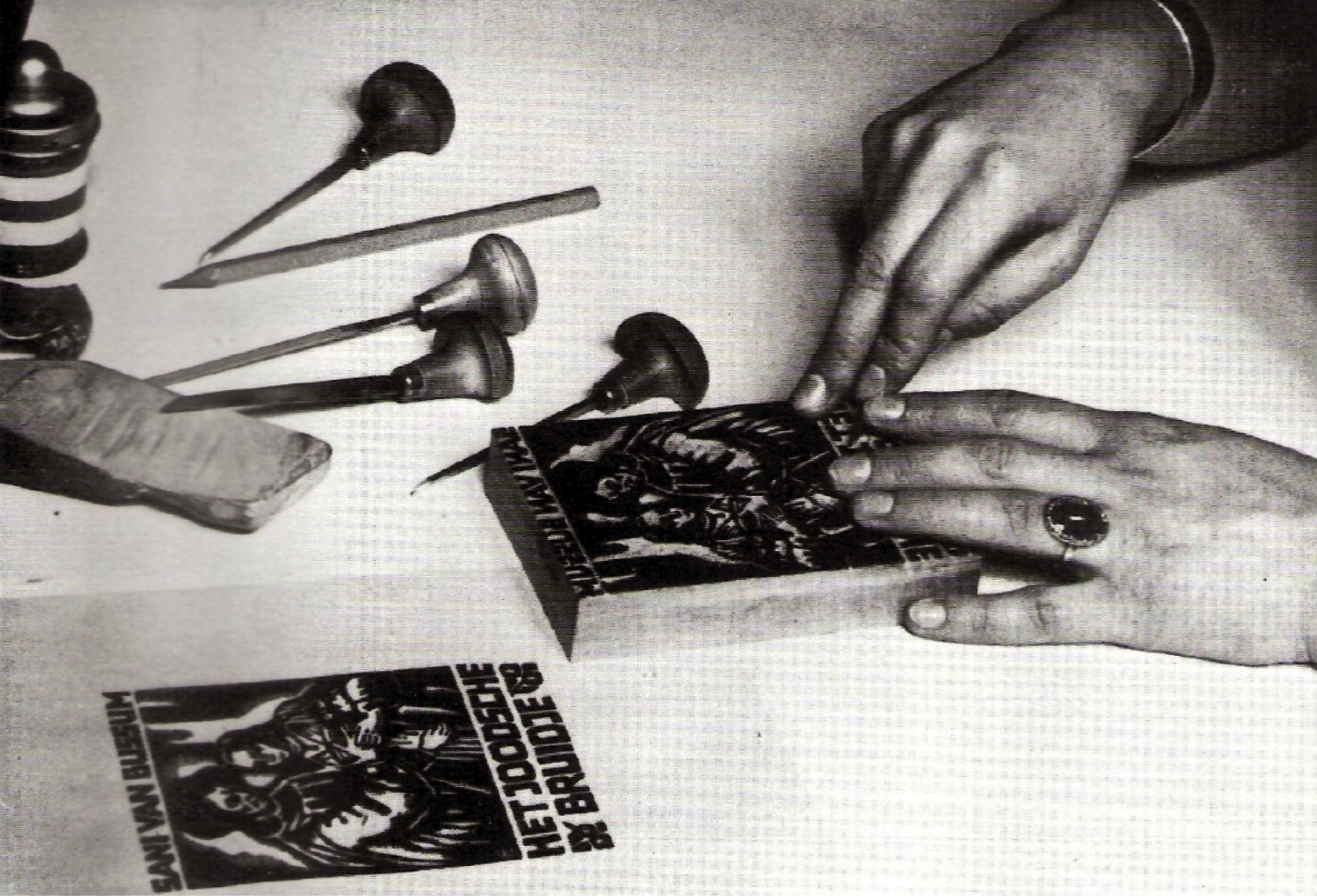
Frë Cohen bezig met haar ontwerp voor het boekomslag van Het Joodsche bruidje